# San Agustín (Huila)
San Agustín es un municipio colombiano ubicado en el sur del departamento de Huila. Hace parte de la región del Sur del Alto Magdalena, donde se encuentra el más alto valle del río Magdalena, resguardado por las primeras estribaciones de las cordilleras central y oriental. Yace sobre la parte oriental del macizo colombiano. Su extensión territorial es de 1.574 km², su altura es de 1.730 m s. n. m. y su temperatura promedio es de 18 °C.
Cuenta con una población de 34.120 habitantes de acuerdo con proyección del DANE para año 2019. Hace parte de la región Subsur del departamento del Huila. Su economía se basa en la producción de café, caña de azúcar, la ganadería y los servicios turísticos y comerciales. Es conocida como «Capital Arqueológica del Huila».
En territorio del municipio se encuentra ubicado el Parque Arqueológico de San Agustín, que es uno de los más importantes espacios arqueológicos en Colombia y el mundo. Este fue declarado Patrimonio de la Humanidad por la Unesco en 1995. El Parque Arqueológico hace parte del Corredor Arqueológico San Agustín - Tierradentro.

## Toponimia
El nombre de San Agustín no está definido de dónde proviene, existen dos hipótesis en torno al origen del nombre del municipio: 
Una dice obedecer a la presencia de los Misioneros Agustinos que llegaron a esa zona posiblemente en el año de 1600.  
Otros dicen que, es posible que el nombre de San Agustín le venga en memoria del Santo Obispo Fray Agustín de la Coruña quien pasó indudablemente por el camino que de Almaguer conduce de Timaná a Popayán. Según el escritor Miguel Cabrera, el Obispo murió cuando practicaba visita pastoral a Timaná, el 24 de noviembre de 1589, hoy aseguran que murió en Popayán. 

## División Político-Administrativa
Además de su Cabecera municipal. San Agustín tiene bajo su jurisdicción los siguientes Centros poblados:
- Altos de Obispo
- El Palmar
- El Rosario
- Los Cauchos
- Obando
- Pradera
- Puerto Quinchana
- Villa Fátima

## Símbolos

#### Bandera
La bandera está formada por tres bandas horizontales: la superior y la inferior son trapecios de color verde oliva y la del medio es un triángulo de color blanco.
- El color verde significa fe, esperanza, respeto, amistad, servicio.
- El color blanco significa pureza, integridad, firmeza, obediencia, vigilancia, elocuencia, vencimiento.[7]

#### Escudo

Representación heráldica del Escudo de San Agustín (Huila)

El escudo de San Agustín, es un rectángulo vertical de ocho cuerpos de largo por siete de ancho, con los vértices inferiores redondeados, cual modelo español. Los esmaltes y figuras del escudo son: 
Lleva inscrita en cable, la estilización de un corazón e imita el modelo que tiene en el dorso la estatua del Dios de la Luz, la cual se halla en el bosque de Estatuas. El espacio interior está dividido en tres secciones: dos cuarteles superiores y un cantón inferior. 
En el cuartel superior derecho sobre gules, hay en oro un águila con una serpiente asida con pico y garras según modelo de otra estatua de piedra de la mesita B. El águila significa en lo religioso el dios de la vida y la luz, conforme opinión de los arqueólogos; en política es insignia de poderío. Esta figura de la estatuaria agustiniana evoca la civilización aborigen que residió en Mesitas. 
En el cuartel superior izquierdo, sobre argent, hay 7 cerezas de café, en gules, que forman filas verticales; las cerezas significan la producción agrícola del municipio. En el cantón inferior sobre sínople, color de praderas, valles, bosques y cordilleras, está el río Magdalena, en argent, con el sitio del estrecho, belleza natural donde las rocas estrechan el río y el canal rocoso queda reducido a 2,17 metros de ancho. Enmarcan el escudo lambrequines en forma de hojuelas de acanto en oro. Una cinta en argent, en la base, lleva esta inscripción: "San Agustín Capital Arqueológica".

#### Himno
San Agustín cuenta con un himno oficial establecido por la administración municipal, según el acuerdo No.006 del 17 de julio de 1984. Fue compuesto por Ignacio Córdova Cruz.

## Geografía

### Localización
El municipio está ubicado en las coordenadas 1°52′45″N 76°16′06″O / 1.87917, -76.26833 en el suroeste departamento de Huila, y se halla relativamente cerca del origen del río Magdalena. El territorio del municipio se extiende por el occidente hasta las altas cumbres de la cordillera central.
| Noroeste: Cauca | Norte: Cauca · Municipio de Isnos | Nordeste: Municipio de Isnos                     |
| Oeste: Cauca    |                                   | Este: Municipio de Isnos. Municipio de Pitalito. |
| Suroeste: Cauca | Sur: Cauca                        | Sureste: Municipio de Pitalito                   |

## Turismo

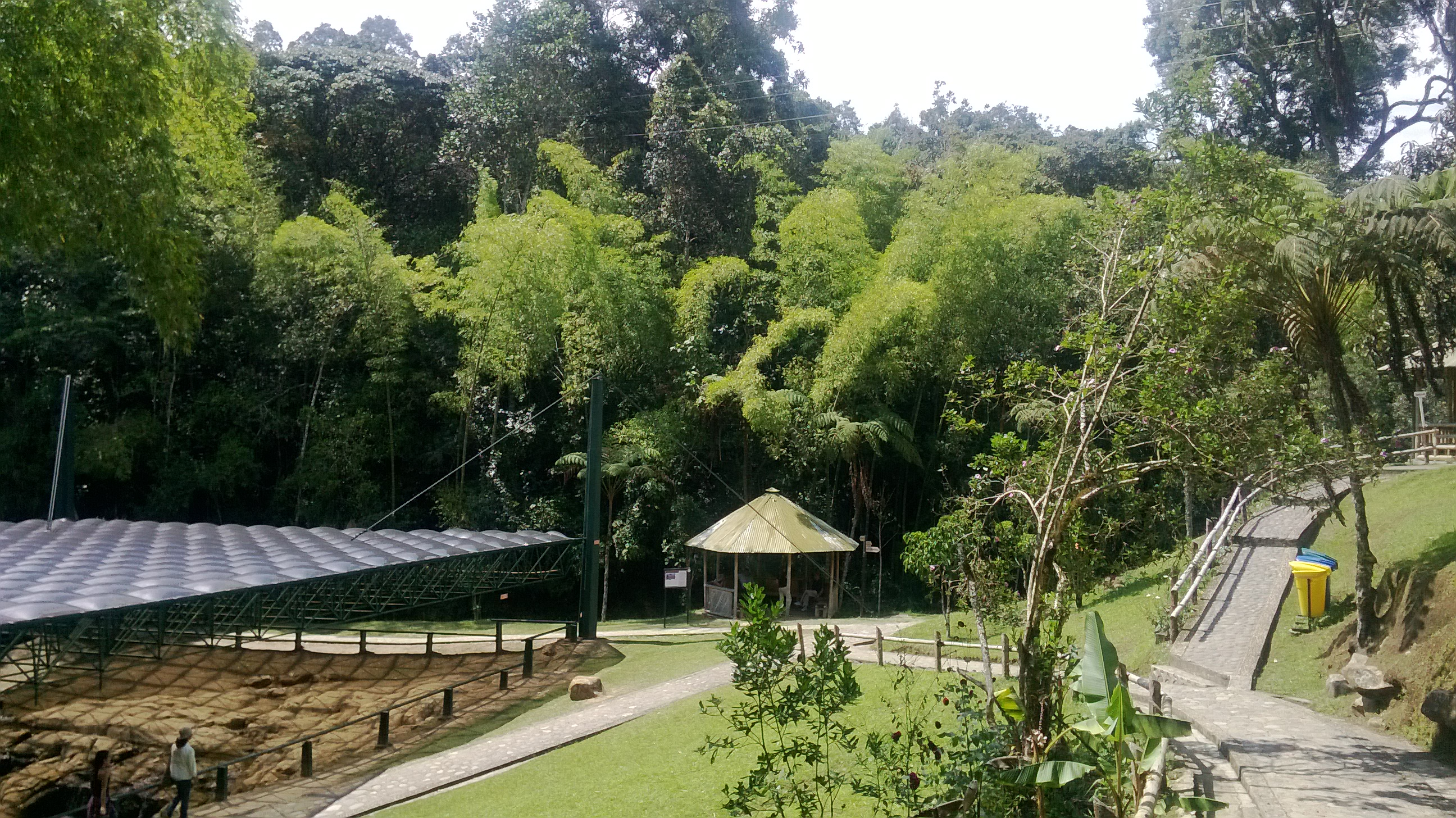
Fuente Ceremonial del Lavapatas

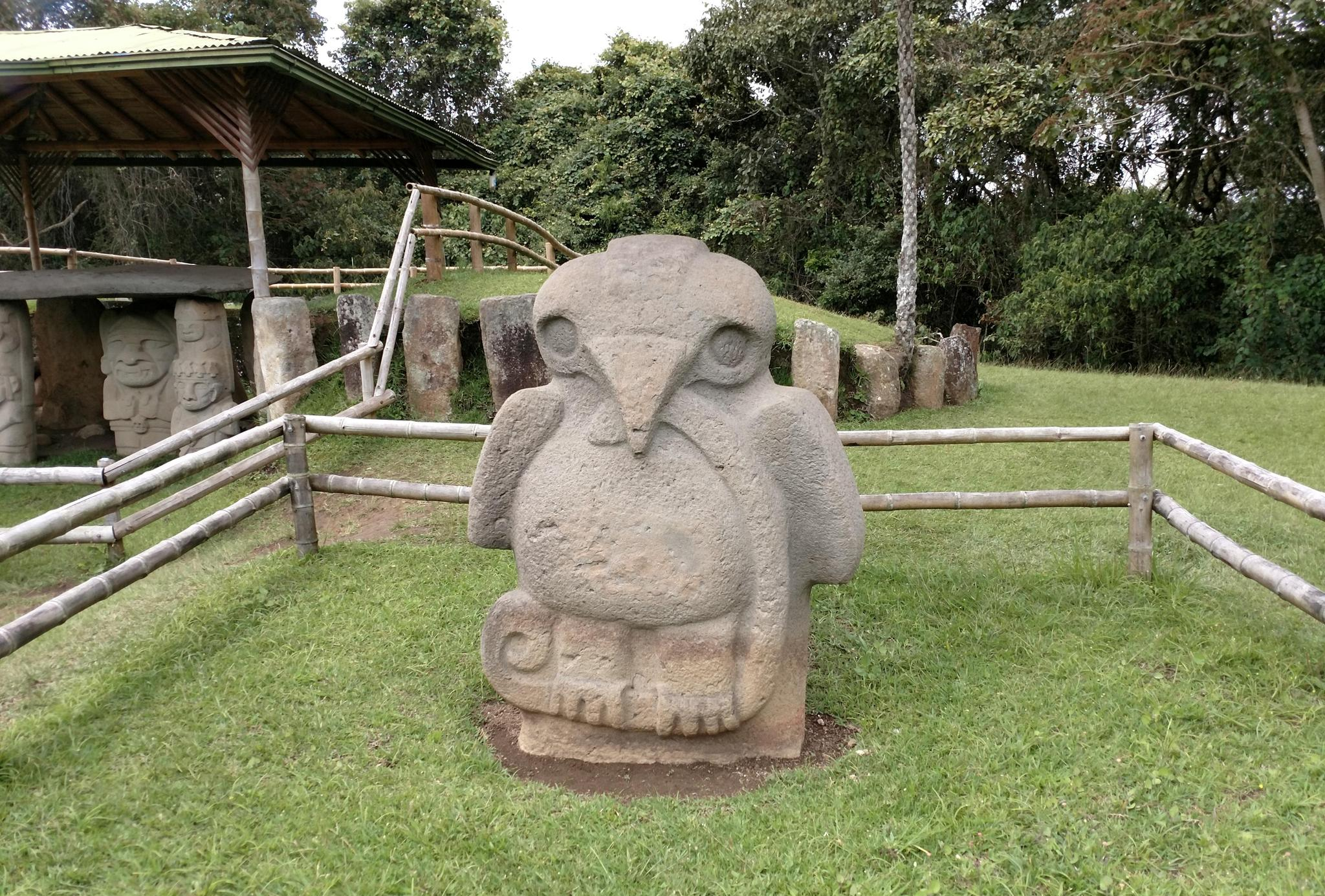
Escultura de águila cazando serpiente en una de las mesitas del Parque Arqueológico de San Agustín

San Agustín es un sitio turístico por excelencia tanto para nacionales, como extranjeros, que se deleitan de sus paisajes, de su arqueología y su cultura. En esta zona del país, se encontraron evidencias de una de las más grandes de las civilizaciones precolombinas representadas a través de un conjunto de monumentos religiosos y estatuas en piedra talladas de acuerdo con la mitología de los escultores indígenas. El Parque Arqueológico de San Agustín, está inscrito en la lista del Patrimonio Mundial de la Humanidad por la UNESCO desde 1995.
Cuenta con una oferta de múltiples hoteles singulares y de excelente servicios de un alto confort al visitante, son hoteles con bellas propuestas arquitecturas en el entorno urbano y rural del municipio, con diseños provocadores e innovadores que se mimetizan de modo armónico en el paisaje a través de las montañas y el cañón del Magdalena.       

### Parque Arqueológico de San Agustín
El parque es considerado la necrópolis de mayor extensión de América pues en este lugar se encuentra uno de los yacimientos indígenas más antiguos, grandes e importantes del mundo, es un lugar funerario donde se encuentran una serie de vestigios arqueológicos de un pueblo de escultores y artistas que dejó plasmado todo un testimonio de vida y un pensamiento mitológico, allí reposan vestigios de una civilización conocida como cultura Agustiniana, esta data de 3,300 años AC según estudios que se han hecho con el carbono 14 con restos orgánicos encontrados en el parque.
En cuanto a patrimonio se pueden hallar muchos vestigios, este grupo humano, aparte de trabajar la parte lítica (que fue el fuerte de ellos: trabajar la piedra) también trabajaron la cerámica, la madera y conocieron la orfebrería, trabajando oro de muy buena calidad, los pocos elementos o accesorios en oro que se han encontrado se encuentran exhibidos en el museo del oro en Bogotá, el parque está conformado por 78 hectáreas, estas pertenecían a los campesinos de la región y fueron vendidas al gobierno con el paso del tiempo, a partir del año 1935 se crea oficialmente el Parque Arqueológico de San Agustín que actualmente está conformado por:

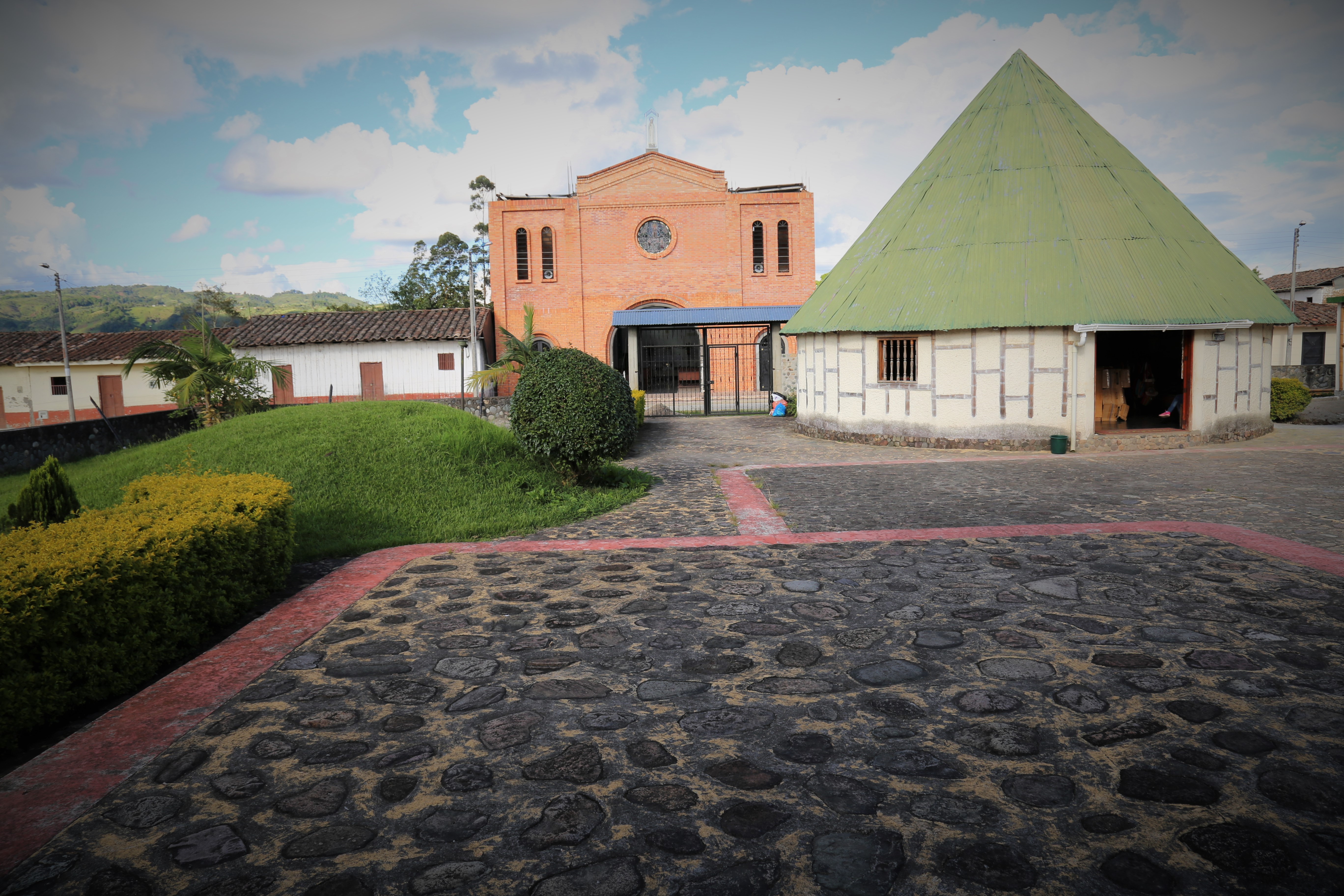
Parque Museo Obando, San Agustín

- Casa Museo Luis Duque Gómez.
- Bosque de las Estatuas.
- Mesitas A, B y C.
- Fuente ceremonial del Lavapatas.
- Alto del Lavapatas.Parque Museo Obando, San Agustín

### Parque Arqueológico y Museo de Obando
Obando es un corregimiento de San Agustín ubicado a 15 km del casco urbano del pueblo, en su parte central se encuentra el Parque Arqueológico Museo de Obando el cual guarda un gran tesoro arqueológico, se encuentran urnas funerarias, grutas que fueron aposentos sagrados, se construyeron unas escaleras que descienden hasta ellas y en algunas se puede acceder a su interior en similitud a las tumbas de Tierradentro – Cauca, dentro del complejo se construyeron 2 kioscos, en uno de estos se exhiben piezas de alfarería, vasijas de barro, réplicas de piezas en oro encontradas allí y pinturas que evocan el estilo de vida de nuestros antepasados, en el otro kiosco se exhiben para su venta productos típicos de la región: tejidos en fibra de plátano, souvenirs y gastronomía local.

### Lugares ceremoniales y arqueológicos

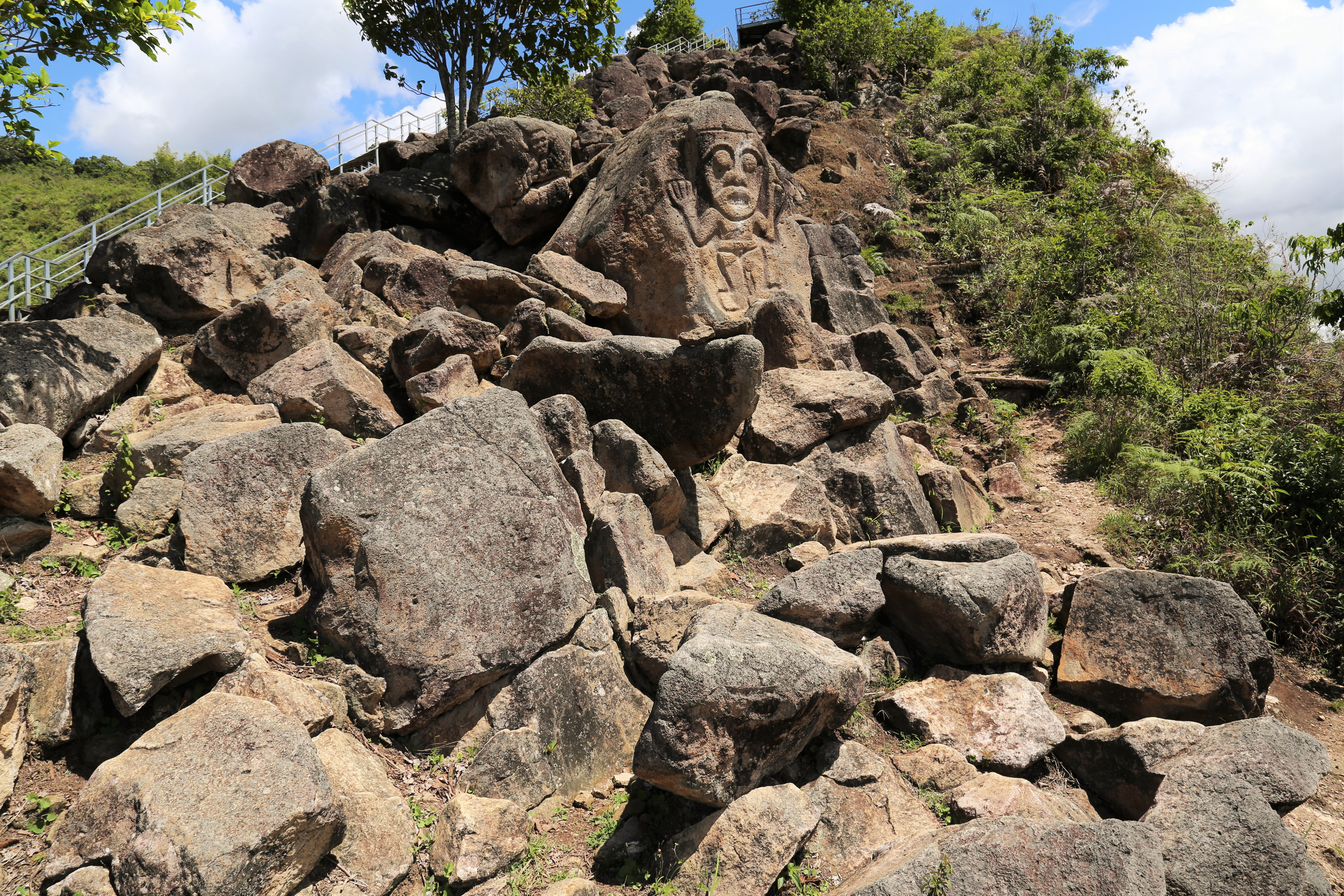
Alto de la Chaquira

- La Chaquira: A 4 kilómetros desde el centro del municipio de San Agustín y por la vía que conduce hacia el estrecho del Magdalena – Obando encontramos este conjunto de rocas, algunas de ellas talladas con rostros y cuerpos antropomorfos. Según las investigaciones, para la cultura sanagustiana este lugar es un centro para las observaciones astronómicas primordialmente del sol, el cual ayudaban a determinar el calendario agrícola. El petroglifo prominente es la diosa La Chaquira que mide más de 2 metros, se encuentra con los brazos levantados mirando hacia arriba.[12]
- El Tablón: Se encuentra a 2.5 kilómetros del casco urbano de San Agustín, entre sus piezas destacan elementos que han formado la cultura como instrumentos, herramientas de agricultura, herramientas para tejeduría, fabricación, objetos utilizados hace décadas; también piezas en cerámica, madera, estatuaria y piezas encontradas en la zona.[13]
- Alto de El Purutal y La Pelota: Están ubicados a 9 kilómetros del casco urbano de San Agustín en la vereda Alto Purutal. En este sitio, existen dos montículos ceremoniales con estatuas en policromía, que representan personajes de alto nivel mágico - religioso, con máscaras antropo-zoomorfas combinación de boca felina y atributos de pez, para venerar el sol y el maíz; y propiciar la fertilidad, las buenas cosechas y algunos otros favores a la comunidad a través del sacrificio de un niño. En la Pelota se encuentran dos estatuas, una representa el águila con una serpiente en el pico y la otra una figura antropozoomorfa con rasgos felinos.[14]
- La Parada y Quebradillas: Son sitios arqueológicos pequeños ubicados a 3.5 km del casco urbano de San Agustín. Sus esculturas hablan sobre el animal mitológico “el jaguar” en acoplamiento con una mujer. En la altiplanicie conocida como La Parada, corresponde a las veredas de Santa Mónica y Arauca. El primer investigador de este sitio arqueológico fue Konrad Theodor Preuss, (1913-1914) seguido por Gregorio Hernández de Alba y José Pérez de Barrada 1937). El cerro adyacente tiene forma de cuchilla y separa este sitio de la zona arqueológica de Quebradillas.
- Alto de las Chinas: Está ubicado a 5 kilómetros del casco urbano de San Agustín. Contiene una estructura monticular con presencia de 2 sarcófagos, columnas basálticas y tumbas de cancel.[15]